# کیزمیت (دی‌سی کامیکس)
کیزمیت (به انگلیسی: Kismet) یک نهاد کیهانی و شخصیت خیالی در کتاب‌های کمیک آمریکایی منتشر شده توسط انتشارات دی‌سی کامیکس است. این شخصیت توسط جری اوردوی و تام گرومت خلق شده است که برای اولین بار در شمارهٔ ۴۹۴ از مجموعه ماجراهای سوپرمن (سپتامبر ۱۹۹۲) حضور پیدا کرد. او ایزدبانویی نامیرا در جهان دی‌سی به شمار می‌رود که مرد پولادین را در راه رسیدن به عدالت راهنمایی می‌نمود، و از آن زمان به بعد حضوری کمرنگ داشته است.

## زندگینامه ساختگی شخصیت
آحدی در اصل همکار و معشوقه مردی بود که بعدها با نام دومینوس شناخته شد. اما زمانی که او به مقام بالای کیزمیت نایل شد رابطهٔ آن‌ها دچار مشکل شد.
کیزمیت در مقابل سوپرمن به شکل دختری (استرنج ویزیتور) ظاهر شد و به او برای رهایی از قدرت دومینوس کمک نمود. او همچنین برای نجات جان پدر خوانده کلارک کنت شناخته شده است، زمانی که در حین جستجوی سوپرمن نزدیک بود جانش را از دست دهد. کیزمیت و سوپرمن در حال فرار بودند تا درباره مشکلات پیش روی خود صحبت کنند که ناگهان دومینوس پدیدار شد و به کیزمیت حمله کرد. او نزدیک بود جانش را از دست بدهد، اما به عنوان یکی از قدرت‌های محور توانست فرار کند و در خانهٔ قدیمی جروم اودتز، در وسط هایپرسکتور پنهان شد، درنهایت زمانی که کیزمیت توسط دومینوس به دام افتاد سوپرمن برای نجاتش اومد در طی نبرد بین سوپرمن و دومینوس تغییر واقعیت های دومینوس روی سوپرمن هیچ تاثیری نداشت تااینکه درنهایت از سوپرمن شکست خورد وسوپرمن توانست کیزمیت رو نجات بده و آزادش کنه.
در طی مجموعه کمیک لیگ عدالت آمریکا/انتقام‌جویان، زمانی که دنیای کیزمیت با دیگر جهان‌ها ارتباط برقرار می‌کند، کرونا با هدف تصاحب قدرت‌های والا، قدرتمندترین مخلوقات از هر دو جهان را با استفاده از دوازده شیء نیروی بی‌انتها بدام انداخت: اترنیتی از جهان مارول و کیزمیت از جهان دی‌سی. آن‌ها زمانی که در کنار یکدیگر بودند، رابطه‌ای عاشقانه برقرار کردند. پس از جلوگیری از بحران و با توجه به همکاری و اتحاد انتقام‌جویان با لیگ عدالت کرونا شکست خورد. اما آن دو پس از آزادی، بر خلاف میل باطنی مجبور شدند به جهان‌های مختص خود بازگردند.